# Uibaí
Uibaí is een gemeente in de Braziliaanse deelstaat Bahia. De gemeente telt 14.203 inwoners (schatting 2009).

## Aangrenzende gemeenten
De gemeente grenst aan Central, Gentio do Ouro, Ibipeba, Ibititá en Presidente Dutra.